# My Own Best Enemy
My Own Best Enemy — сьомий студійний альбом співака та композитора Річарда Маркса, випущений 2004 року.

## Трек-лист
Всі пісні написані самим Річардом Марксом, окрім пісні «Suspicion» написаної разом з Фі Вейбілл.
1. «Nothing Left To Say» — 3:57
2. «When You're Gone» — 4:24
3. «One Thing Left» — 3:55
4. «Loves Goes On» — 3:35
5. «Ready To Fly» — 4:39
6. «Again» — 6:17
7. «Colder» — 3:09
8. «Everything Good» — 3:18
9. «The Other Side» — 4:56
10. «Someone Special» — 4:15
11. «Suspicion» — 3:56
12. «Falling» — 5:13

Бонусний трек в японському релізі
- «Endless Summer Nights» (Live Version) — 4:30

Бонусні треки в U.S. Target Exclusive release
 7243 4 73450 2 9
1. «Should've Known Better» (Acoustic) — 3:46
2. «Don't Mean Nothing» (Acoustic) — 3:57
3. «When You're Gone» (Acoustic) — 3:44
4. «Hazard» (Acoustic) — 4:10
5. «Endless Summer Nights» (Live Performance) — 4:25